# Top Gear Rosja
Top Gear Rosja (ros.: Top Gear Русская версия) – rosyjski program motoryzacyjny emitowany na kanale Ren TV. Program produkowany jest na licencji oryginału, Top Gear, który został stworzony przez stacje BBC. Premierowy odcinek wyemitowano 22 lutego 2009 roku.

## Prowadzący
Nikołaj Fomienko - Piosenkarz, kierowca wyścigowy, prezenter telewizyjny oraz producent samochodów Marussia i współwłaściciel zespołu ścigającego się w Formule 1, Marussia Virgin Racing
Oskar Kuczera - Prezenter MTV Rossija, aktor, piosenkarz.
Mihaił Pietrowski - Piosenkarz, aktor, dziennikarz.

## Historia
Plany związane z programem powstały na początku 2008 roku. 14 października 2008 zostało potwierdzone że telewizja Ren TV kupiła prawa do zrobienia własnej edycji programu Top Gear. Prezenterami zostali Nikołaj Fomienko, Oskar Kuczera oraz Michał Piotrowski. W programie pojawił się także rosyjski Stig. Pierwszy odcinek wyemitowano 22 lutego 2009 roku. Prezenterzy w pierwszym epizodzie zaprezentowali swoje samochody, ścigali się w Petersburgu Porsche Boxsterem z łodzią motorową oraz pojawiły się gwiazdy w wozie za rozsądną cenę, którym została Łada Kalina.

## Testowane samochody i goście
Tak jak w brytyjskim Top Gear, także w rosyjskiej edycji mierzone są czasy na torze samochodów wcześniej testowanych. Torem testowym jest zamknięte lotnisko Mnevniki. Kierowcą, który jeździ samochodami po torze jest rosyjski kuzyn Stiga.
Tak jak w pierwowzorze, pojawiła się część programu Gwiazda w wozie za rozsądną cenę. W Top Gear Rosja samochodem tym jest Łada Kalina.
Czasy okrążeń testowanych samochodów
 Porsche 911 Turbo Cabriolet - 1:12:00 (wilgotny tor)
 Nissan Skyline GT-R - 1:12:96
 Porsche 911 1985 - 1:13:16
 Bentley Continental GT Speed - 1:13:88 (wilgotny oraz zalodzony tor)
 Alpina B3 - 1:14:00
 Lamborghini Gallardo - 1:14:83 (śnieg)
 Aston Martin V8 Vantage Roadster - 1:16:85 (wilgotny tor)
 Aston Martin DB9 - 1:17:85
 Ferrari 550 - 1:19:00
 Range Rover Sport - 1:21:01
 Mazda MX-5 - 1:22:12
 Fiat 500 - 1:22:27
 Volvo XC90 - 1:49:17 (śnieg)
 Land Rover Defender - 2:08:71 (lód i śnieg)
 UAZ 469 - 2:15:93
 Audi R8 - 2:23:25 (śnieg)
 Ferrari F430 - NW (śnieg)
Czasy okrążeń gwiazd
Albert Diemczenko - 1:13.04 
Serioga - 1:13.17 
Dmitrij Nosow - 1:13.93 
Aleksandr Nepara - 1:15.27 
Walerij Nikołajew - 1:19.23 
Jurij Grimow - 1:19.23 
Nikas Safronow - 1:22.00 
Aleksandr Marszal - 1:22.13 
Karina Koks - 1:27.00 
Wiktoria Nepara - 1:32.93 
Wiktoria Pier-Marie - 1:37.43 
Anatol Kuczerena - 1:39.39 
Marija Cigal - 1:48.15 - Pierwszy raz prowadziła auto z manualną skrzynią biegów 
Elena Zakarowa - 1:55.17 
N/A - Alex Mitrofanow - Był pasażerem Stiga ponieważ nie umiał prowadzić auta z manualną skrzynią biegów

## Odcinki
| #  | #    | Testy                                                          | Wyzwania                                                                   | Goście                                                                       | Daty premier         | Daty premier | Daty premier | Daty premier |
| #  | #    | Testy                                                          | Wyzwania                                                                   | Goście                                                                       | Rosja                |              |              |              |
| 1  | (1)  | Porsche 911 1985 • Mazda MX-5 • Range Rover Sport              | Wyścig: Porsche Boxster vs łódź motorowa                                   | Albert Diemczenko, Karina Koks, Jurij Grymow, Marija Cigal, Aleks Mitrofanow | 22 lutego 2009       |              |              |              |
| 2  | (2)  | Porsche 911 Turbo Cabriolet • Aston Martin V8 Vantage Roadster | Kupno aut do 20.000 rubli                                                  | Aleksander Marszal                                                           | 1 marca 2009         |              |              |              |
| 3  | (3)  | Alpina B3                                                      | Ile potrafi wytrzymać GAZ-66? (Część 1)                                    | Nikas Safronow                                                               | 8 marca 2009         |              |              |              |
| 4  | (4)  | Aston Martin DBS                                               | Nauka kaskaderskich sztuczek w WAZ'ie 2109                                 | Dmitrij Nosow                                                                | 15 marca 2009        |              |              |              |
| 5  | (5)  | Ferrari 550                                                    | Praca jako taksówkarze, ile potrafi wytrzymać GAZ-66? (Część 2)            | Aleksandr Nepara i Wiktoria Nepara                                           | 22 marca 2009        |              |              |              |
| 6  | (6)  | Lamborghini Gallardo                                           | Praca jako kierowca limuzyny Hummer H2                                     | Anatol Kuczerena                                                             | 5 kwietnia 2009      |              |              |              |
| 7  | (7)  | Audi R8                                                        | Wyścig: Kto najszybciej dotrze na święto Maslenica w terenówce.            | Elena Zakarowa                                                               | 12 kwietnia 2009     |              |              |              |
| 8  | (8)  | Fiat 500                                                       | Sesja zdjęciowa z dziewczynami oraz samochodami: Toyota Yaris i Opel Corsa | Walerij Nikolajew                                                            | 19 kwietnia 2009     |              |              |              |
| 9  | (9)  | Opel Monza • Wołga Roadster                                    | Volvo XC90 vs Ferrari F430                                                 | Irakli                                                                       | 13 września 2009     |              |              |              |
| 10 | (10) | Nissan Skyline GT-R                                            | Tuning Nissana Silvia, nauka driftu i udział w zawodach drifterskich.      | Marija Rumancewa                                                             | 20 września 2009     |              |              |              |
| 11 | (11) |                                                                | Zimowe wyzwanie: Hummer H3 vs skuter śnieżny vs psi zaprzęg                | Denis Simachew                                                               | 27 września 2009     |              |              |              |
| 12 | (12) | Lexus RX 400h • Smart Fortwo                                   | Land Rover Defender vs UAZ 469                                             | Victoria Pier-Marie                                                          | 4 października 2009  |              |              |              |
| 13 | (13) | Bentley Continental GT Speed • BMW 7                           | Top Gear Rosja Awards                                                      | Serioga                                                                      | 11 października 2009 |              |              |              |
| 14 | (14) |                                                                | The Best Of Top Gear Rosja                                                 |                                                                              | 18 października 2009 |              |              |              |
| 15 | (15) |                                                                | The Best Of Top Gear Rosja                                                 |                                                                              | 25 października 2009 |              |              |              |